# Emboscada de El Rosal
La Emboscada de El Rosal, también conocida como Emboscada de Cruz Verde; fue un enfrentamiento militar sucedida el 29 de abril de 1861 en las cercanías de El Rosal, donde en una acción de emboscada de las fuerzas gubernamentales conservadoras se da muerte al General José María Obando uno de los principales caudillos militares liberales que respaldaba la  Revolución de 1860.
Tras la Batalla de Campo Amalia, la división principal del ejército revolucionario al mando de Tomas Cipriano de Mosquera había sufrido considerables bajas. Estando así las cosas Mosquera solicitó refuerzos al general José María Obando quien estaba acampando cerca de allí, José María Obando recibió órdenes de no enfrentarse con las tropas del gobierno que lo estaban esperando en la Sabana y que se dirigiera a La Vega, camino que había sido dejado libre por Mosquera, por tanto sería más seguro si viajaba hasta Subachoque vía La Vega. Así decidió entrar en la sabana por Bojaca siguiendo luego hasta Subachoque pasando por El Rosal cruzando la quebrada Cruz Verde.
El 29 de abril de 1861, a medida que Obando y sus 500 hombres avanzaban hacia la sabana esperando encontrar resistencia solo de unos pocos voluntarios encabezados por Leonardo Manrique en el puente de Cruz Verde (El Rosal) fueron en cambio atacados en El Rosal por aguerridas tropas del gobierno bajo el mando del general Heliodoro Ruiz, Obando se vio superado y trato de escapar. cambiando su mula por un veloz caballo. En la retirada, el caballo se cayó en una zanja a la entrada de una finca cerca de El Cucubo. El General Ambrosio Hernández, quien se encontraba defendiendo su territorio, atacó al enemigo y fue el primero en encontrase con el caído General Obando.
Hernández atacó dando muerte a Obando, y luego otros continuaron atacando con lanzas el cuerpo ya inerte. Obando recibe seis lanzadas en la espalda, cuatro en el pecho, una contusión en la cara y una cortada que con cuchillo le hizo Sebastián Tovar en el labio superior, para quitarle los bigotes, ya cadáver. Su cadáver y el del Coronel Cuellar fueron inicialmente sepultados en el cementerio de Funza, de donde se exhumó al cabo de algunos años los restos fueron llevados a Popayán.